# Science-Fiction-Jahr 1879
Übersicht

◄◄ | ◄ | 1875 | 1876 | 1877 | 1878 | Science-Fiction-Jahr 1879 | 1880 | 1881 | 1882 | 1883 | ► | ►►

Weitere Ereignisse

## Neuerscheinungen Literatur
| Deutscher Titel             | Deutschsprachiges Erscheinungsjahr | Originaltitel                       | Autor              | Anmerkungen |
| --------------------------- | ---------------------------------- | ----------------------------------- | ------------------ | ----------- |
| An Bord des »Jules Verne«   | –                                  | –                                   | Moritz von Reymond |             |
| Der Socialisten-Staat       | –                                  | –                                   | Carl Walter        |             |
| Die 500 Millionen der Begum | 1880                               | Les cinq cents millions de la Bégum | Jules Verne        |             |

## Geboren
- Johann Ferch († 1954)
- E. M. Forster († 1970)
- Robert Heymann († 1946)
- Bernhard Kellermann († 1951)
- Thomas Westerich († 1953)
- Hermann Wolfgang Zahn († 1965)